# قداد كوري
قداد كوري أو همستر كوري (الاسم العلمي: Tscherskia) هو جنس من الحيوانات يتبع فصيلة الفأرية من رتبة القوارض.